# Walailak-Universität

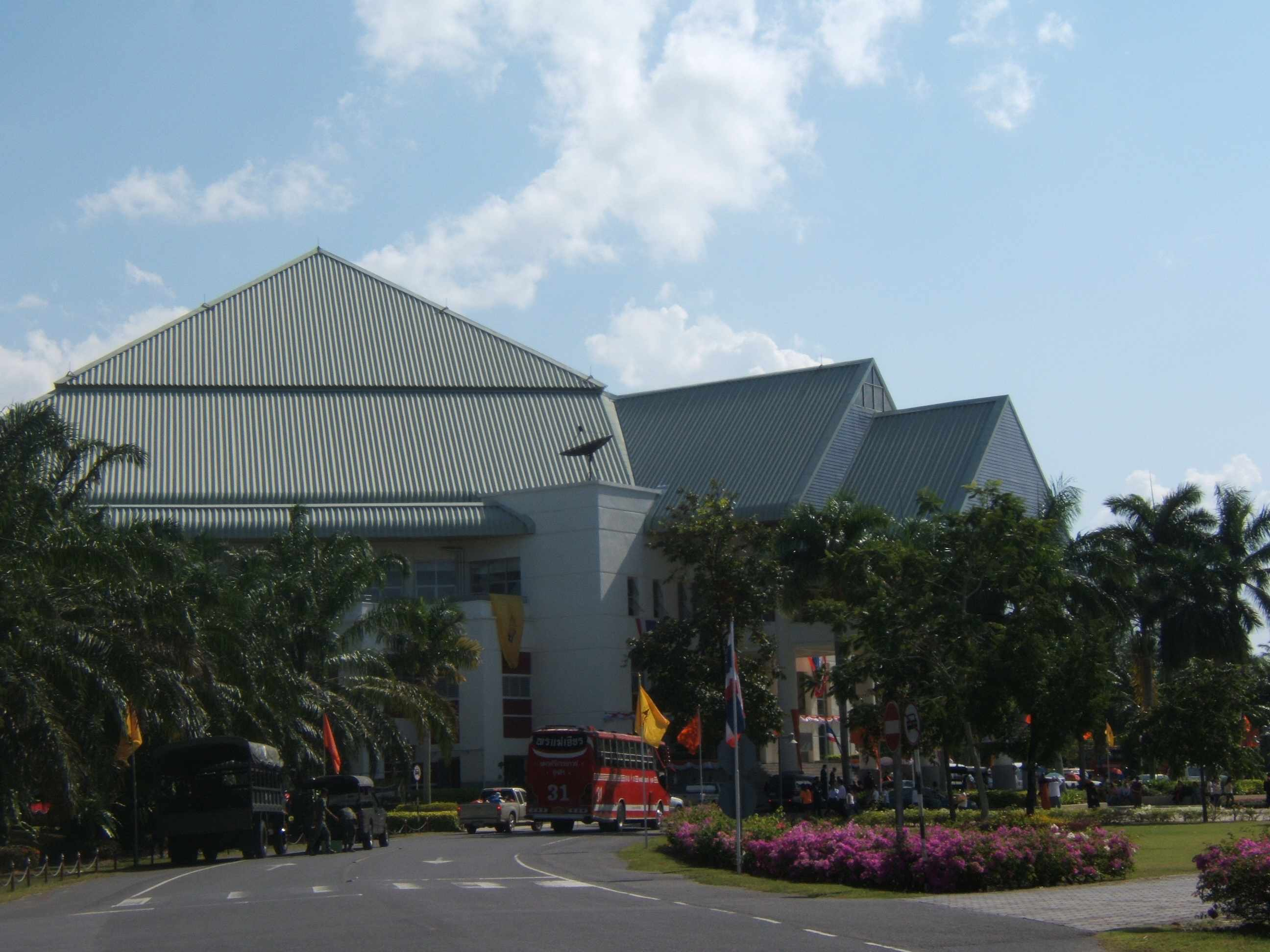
Hauptgebäude der Walailak-Universität

Die Walailak-Universität (Thai มหาวิทยาลัยวลัยลักษณ์, engl.: Walailak University) ist eine öffentliche Universität in der Südregion von Thailand, die ein ungewöhnlich hohes Maß an Autonomie erhalten hat. 
Die Walailak-Universität liegt im Landkreis (Amphoe) Tha Sala, Provinz Nakhon Si Thammarat. 

## Studenten
Etwa 6.000 Studenten sind an der Walailak-Universität eingeschrieben und werden von 800 Hochschulangehörigen betreut.
Die Studiengebühren liegen zwischen 12.000 und 22.000 Baht. 

## Fakultäten
Die Walailak-Universität unterhält elf Fakultäten:
- Fakultät für Naturwissenschaften
- Fakultät für Landwirtschaft
- Fakultät für Öffentliches Gesundheitswesen
- Fakultät für Architektur und Design
- Fakultät für Ingenieurwissenschaften und Ressourcenmanagement
- Fakultät für Informatik
- Fakultät für Geisteswissenschaften
- Fakultät für Management
- Fakultät für Krankenpflege
- Fakultät für Pharmazie

## Geschichte
Die Walailak-Universität wurde 1992 gegründet und 1998 offiziell eröffnet. Sie ist benannt nach Prinzessin Chulabhorn Walailak.
Derzeitiger Präsident ist Thai Tipsuwannakun.
Die Farben der Universität sind Orange und Violett. Orange ist in Thailand die traditionelle thailändische Farbe für einen Donnerstag. An diesem Wochentag wurde Prinzessin Chulabhorn Walailak geboren. Violett wurde gewählt als die Farbe der Provinz Nakhon Si Thammarat, die sich wiederum vom Reformer und Neuerer des Bildungssystems im Süden Thailands, Abt Phra Rattanatchamuni, ableitet, der unter König Chulalongkorn (1868–1910) tätig war.